# بيفل كانتور
بيفل كانتور (بالتشيكية: Pavel Kantor) هو لاعب هوكي الجليد تشيكي، ولد في 17 أغسطس 1991 في تشيسكي بوديوفيتسه في التشيك.

## وصلات خارجية
- بيفل كانتور على موقع EliteProspects.com (الإنجليزية)
- بيفل كانتور على موقع HockeyDB.com (الإنجليزية)